# Río Copiapó
Río Copiapó ist ein Fluss im nördlichen Chile in der Región de Atacama.
Der Río Copiapó entsteht in den Präkordilleren der Anden durch den Zusammenfluss von drei größeren Bächen, dem Río Manflas, Rio Pulido und Rio Jorquera.
Er fließt mitten durch die extrem trockene Atacamawüste. Nur seine Ufer sind fruchtbar und werden intensiv landwirtschaftlich genutzt, insbesondere zum Weinanbau. Am Ufer des Río Copiapó bei Copiapó liegt der Parque Pretil mit einem Wald und kleinen Tierpark.
Der Fluss mündet bei Angostura Porto Viejo in den Pazifischen Ozean.

## Flussdaten
- Länge: 162 km
- Fläche: 18.400 km²
- Durchflussmenge: 1,9 m³/s

## Größere Städte/Ortschaften in Flussnähe
- Copiapó, Hauptstadt der  Region III Atacama
- Los Loros
- Pabellón
- Piedra Colgado
- Tierra Amarilla

## Geschichte
Bereits in vorspanischer Zeit lebten die Diaguita im Copiapó-Tal. 40 km südöstlich von Tierra Amarilla liegt der kleine Palast La Puerta bei Los Loros aus vorkolonialer Zeit, der den Inka zugeschrieben wird.
Am 4. Juni 1536 erreichte der Konquistador Diego de Almagro das Copiapó-Tal.